# غايل فورمان
غايل فورمان (بالإنجليزية: Gayle Forman)‏ هي كاتِبة وكاتبة للأطفال أمريكية، ولدت في 6 يونيو 1970 في لوس أنجلوس في الولايات المتحدة.

## وصلات خارجية
- الموقع الرسمي
- غايل فورمان على موقع IMDb (الإنجليزية)
- غايل فورمان على موقع أول موفي (الإنجليزية)
- غايل فورمان على موقع قاعدة بيانات الفيلم (الإنجليزية)
- غايل فورمان على موقع كينوبويسك (الروسية)